# Itália nos Jogos Olímpicos de Verão de 1972
A Itália participou dos Jogos Olímpicos de Verão de 1972 em Munique, Alemanha Ocidental.